# 500. п. н. е.

## Догађаји
- Почео устанак малоазијских Грка (Јонски устанак) против Персијанаца (Дарије Први). Окончан 404. п. н. е.

## Рођења
- Анаксагора - антички филозоф († 428. п. н. е.)